# La Roche-Guyon (Braque)
Ne doit pas être confondu avec La Roche-Guyon : le château.
La Roche-Guyon est un tableau peint par Georges Braque en 1909. Cette huile sur toile cubiste représente des maisons et le château de La Roche-Guyon dans la végétation. Elle est conservée au Lille Métropole Musée d'Art moderne, d'Art contemporain et d'Art brut, à Villeneuve-d'Ascq, dans le Nord.
Il existe d'autres représentations du même site par le même artiste à la même date, ainsi au musée Van Abbe d'Eindhoven, au musée des Beaux-Arts Pouchkine de Moscou, au Metropolitan Museum of Art de New York et au Moderna Museet de Stockholm, cette dernière version étant appelée La Roche-Guyon : le château.

## Expositions
- Le Cubisme, Centre national d'art et de culture Georges-Pompidou, Paris, 2018-2019.